# Statsadvokat
En statsadvokat er en embedsmand, som fører tilsyn med politiets anklagemyndighed i en region samt fungerer som anklager i landsretten. Sammen med Rigsadvokaten udgør statsadvokaterne, under et kaldet Statsadvokaturen, Anklagemyndigheden.

## Danske regioner for den overordnede anklagemyndighed
Danmark er i denne sammenhæng inddelt i to regioner  :
- Statsadvokaten i Viborg, som dækker Nordjyllands Politi, Østjyllands Politi, Midt- og Vestjyllands Politi, Sydøstjyllands Politi, Syd- og Sønderjyllands Politi og Fyns Politi
- Statsadvokaten i København, som dækker Nordsjællands Politi, Københavns Politi, Københavns Vestegns Politi, Midt- og Vestsjællands Politi, Sydsjællands og Lolland-Falsters Politi samt Bornholms Politi.

Endvidere findes en særlig statsadvokat:
- Statsadvokaten for Særlig Kriminalitet (SSK)

## Statsadvokaten i Viborg (SAV)
Statsadvokaten i Viborg varetager udførelsen af ankesager ved Østre og Vestre Landsret, som har været efterforsket af Nordjyllands Politi, Midt- og Vestjyllands Politi, Østjyllands Politi, Sydøstjyllands Politi, Syd- og Sønderjyllands Politi og Fyns Politi. Statsadvokaten har endvidere kompetence til at rejse tiltale i alle nævningesager, som hører under de nævnte politikredse.
Statsadvokaturen fører desuden tilsyn med politikredsenes behandling af straffesager og behandler klager over afgørelser, som er truffet af politidirektørerne om strafforfølgning. Endelig behandler statsadvokaturen sager om erstatning i anledning af strafferetlige forfølgning og fører tilsyn med længden af strafferetlige foranstaltninger.
Hos Statsadvokaten i Viborg er der ansat ca. 55 medarbejdere fordelt på jurister, administrative medarbejdere og studenter.

## Statsadvokaten i København (SAK)
Statsadvokaten i København varetager udførelsen af ankesager ved Østre Landsret, som har været efterforsket af Københavns Politi, Københavns Vestegns Politi, Nordsjællands Politi, Midt- og Vestsjællands Politi, Sydsjællands og Lolland-Falsters Politi og Bornholms Politi. Statsadvokaturen har desuden kompetence til at rejse tiltale i alle nævningesager, som henhører under de nævnte politikredse.
Statsadvokaturen fører derudover tilsyn med politikredsenes behandling af straffesager og behandler klager over afgørelser, som er truffet af politidirektørerne vedrørende strafforfølgning. Endelig behandler statsadvokaturen sager om erstatning i anledning af strafferetlig forfølgning og fører tilsyn med længden af strafferetlige foranstaltninger.
Hos Statsadvokaten i København er der ansat cirka 60 personer, hvoraf de 35 er jurister og de 25 er administrative medarbejdere.

## Statsadvokaten for Særlig Kriminalitet (SSK)
Statsadvokaten for Særlig Kriminalitet (SSK) varetager for det første behandlingen af straffesager, der indeholder en særlig høj kompleksitet. Det vil sige straffesager med en særlig alvorlig grad af økonomisk og organiseret kriminalitet, hvor der navnlig formodes at være begået en forbrydelse ved anvendelse af særegne forretningsmetoder eller som på anden måde er af særlig kvalificeret karakter. Dette gøres i samarbejde med National enhed for Særlig Kriminalitet (NSK), som er politienheden, der efterforsker forbrydelser med en særlig kompleks karakter eller en særlig størrelse. 
SSK fører for det andet tilsyn og udfører legalitetskontrol med straffesagsbehandlingen i National enhed for Særlig Kriminalitet (NSK), hvilket sikrer, at straffesagsbehandlingen går lovligt til. 
For det tredje varetager SSK behandlingen af internationale straffesager, navnlig om folkedrab, forbrydelser mod menneskeheden krigsforbrydelser og andre alvorlige forbrydelser begået i udlandet, hvor efterforskningen og strafforfølgningen forudsætter særlig viden og indsigt i forholdene i udlandet, og at der etableres et samarbejde med myndigheder institutioner, organisationer mv. i andre lande.
Ud over de konkrete straffesager bliver SSK inddraget i lovforberedende og internationalt arbejde. 
Medarbejderne i SSK består af jurister og administrative medarbejdere.